# Fair Play
Fair Play (oder Fairplay; englisch fair, „ehrlich, anständig, redlich“ und englisch play, „Spiel, Sport“;; deutsch „ehrliches, ordentliches Spiel“) ist der Anglizismus für einen Verhaltenskodex hauptsächlich im Sport, wonach sich Sportler im Wettkampf über die Regeln hinaus gegenüber dem Gegner mit Achtung und Respekt zu verhalten haben, dessen Würde achten und dessen körperliche und psychische Unversehrtheit wahren sollen.

## Allgemeines
Hans Lenk unterschied 1964 in diesem Zusammenhang zwischen formellen (= regelkonformem) Fair Play und informellem (= darüber hinausgehendem) Fairplay. Er forderte einerseits die Anerkennung und Einhaltung der Wettkampfregeln, andererseits zusätzlich den partnerschaftlichen Umgang mit dem Gegner, auf gleiche Chancen und Bedingungen zu achten, das Gewinnmotiv zu „begrenzen“ (kein Sieg um jeden Preis) und Haltung in Sieg und Niederlage zu bewahren. Die Einhaltung der Wettkampfregeln schränkt nach Lenk das Gewinnmotiv ein, so dass ein informelles Fair Play der „Ritterlichkeit“ hinzukommen müsse. Dieses Konzept ist umstritten.
Besonders das Einhalten von gleichen Bedingungen ist schwer zu erreichen, da seit wenigstens 1912 die Nationalstaaten sich große Mühe geben, um mit erheblichen finanziellen Mitteln sich gerade einen Vorteil zu verschaffen.

## Entstehungsgeschichte
Bei Shakespeare wird unter Fair-Play der höfliche (englisch courteous) Umgang zwischen Feinden verstanden. Seinen Ursprung fand das Fair Play in den aristokratischen englischen Mannschaftssportarten des 16. und 17. Jahrhunderts. Ziel war primär nicht der Sieg, sondern der gemeinsame Genuss eines schönen Spiels, ohne gegen die Spielregeln zu verstoßen.
In deutschen Lexika wird Fair Play mit „ehrliches Spiel“ (1896) oder „fairer, gerechter Umgang miteinander“ übersetzt (2013). Rudolf Kirchers Buch über die Fairness aus 1927 ist eines der ältesten über diesen Themenbereich. Er ging noch davon aus, dass das Fair Play eine lediglich auf den britischen Lebensbereich beschränkte Wertvorstellung sei, die einen „Zentralpunkt englischer Moral“ darstelle. Fair Play ist Kircher zufolge auch „die Grundlage dieses vielgerühmten Common Sense des englischen Volkes“.

## Inhalt
Fair Play ist abgeleitet von der Fairness, einer Grundhaltung, die für Chancengerechtigkeit, Chancengleichheit, Gerechtigkeit, Gleichberechtigung und Rücksichtnahme steht. Für beide Begriffe werden soziale Beziehungen vorausgesetzt. Der Verhaltenskodex des Fair Play ist insbesondere im Sport von großer Bedeutung.
Fair Play ist auch eine Art zu denken, nicht nur eine Art des Verhaltens. Es zielt auf die Beseitigung von Tricks, Gewalt und Betrug ab. Vor allem der Gebrauch von Doping-Mitteln ist ein eklatanter Verstoß gegen den Geist des Fair Play.
Der ehemalige deutsche Bundespräsident Richard von Weizsäcker formulierte es wie folgt: „Verlangt ist nicht nur die formelle Beachtung von Regeln. Nie werden geschriebene Regeln die menschliche Haltung des ‚Fair Play‘ ersetzen können. Der Sportler, der das Fair Play beachtet, handelt nicht nach dem Buchstaben, er handelt nach dem Geist der Regeln“.

## Sport
Im modernen Sport gibt es Spuren eines emanzipatorischen Humanismus, der im Fair Play, in der internationalen Ausrichtung oder durch die Chancengleichheit seinen Niederschlag gefunden hat. Chancengerechtigkeit und Chancengleichheit werden durch die Trennung der Sportler nach Geschlecht, Lebensalter oder Behinderung gewährleistet.
Beispiel
Im Fußballspiel gehört es zum Fair Play, dem Gegner den Fußball zu überlassen, wenn dieser zuvor beispielsweise den Ball wegen einer Verletzung eines Mitspielers zwecks Spielunterbrechung über die Auslinie geschossen hat. Dadurch verhindert er einen sportlichen Spielvorteil, den er ohne die gegnerische Verletzung nicht gehabt hätte.

## Sportarten
Einige Sportarten, bei denen Fairplay in der Spielphilosophie verankert ist:
- Tchoukball,
- Ultimate,
- Curling,
- Tischtennis,
- Golf,
- Judo[14].,

Auch in anderen Sportarten wird Fair-Play durch Preise (Fair Play Preis des Deutschen Sports) oder Vorteile gefördert.

## Wirtschaft
Das Gesetz gegen den unlauteren Wettbewerb (UWG) beurteilt Wettbewerbshandlungen unter dem Aspekt des Fair Play im Wettbewerb. Dem Fair Play widerspricht sowohl, wenn ein Marktteilnehmer den anderen durch Täuschungen schädigt, als auch, wenn er sie Körperschäden oder gar einer Lebensgefahr aussetzt, um damit sein Absatzvolumen zu steigern. Der Verbraucherschutz ist aus ökonomischer Sicht die Reaktion auf ein Marktversagen, das auf Informationsasymmetrien zwischen Güterangebot und Güternachfrager beruhen kann. Der Verkäufer könnte seinen Wissensvorsprung über Waren für sich behalten, wodurch sein gegen das Fair Play gerichtete Verhalten das Kaufrisiko des Käufers erhöht. Auf diese Asymmetrie gründet sich das Prinzip, dass der Käufer aufpassen möge (lateinisch caveat emptor). Das Fair Play ist überall dort in Gefahr, wo Marktmacht, Monopole, Verdrängungswettbewerb oder Kaufer- und Verkäufermärkte das Marktgleichgewicht stören.
Im Versicherungswesen ist „Fair Play“ ein Konzept, nach dem sich in der Kfz-Versicherung die Versicherer und Reparaturbetriebe freiwillig auf bestimmte allgemeingültige Regeln für die Schadensabwicklung verpflichten und auf einen fairen Umgang miteinander abzielen. Während die Versicherer unverzüglich aufgrund eines Kostenvoranschlags eine Reparatur in Auftrag geben und die Rechnung innerhalb von fünf Tagen begleichen, sollen im Gegenzug die Werkstätten auf sonst übliche Positionen (wie Aufpreis auf die Ersatzteile, Verbringungskosten usw.) verzichten.

## Sonstiges
Der Ausdruck Fair Play findet seit Jahren zunehmend Verwendung im Bereich der entwicklungspolitischen Bewusstseinsbildung, beispielsweise in Fairem Handel oder bei der Forderung nach Sozialstandards in der Spielzeug-Produktion.